# يدمة
يدمة هي مدينة سعودية والعاصمة الإدارية لمحافظة يدمة التابعة لمنطقة نجران، بالمملكة العربية السعودية.

## نبذة
تقع شمال مدينة نجران وتبعد عنها 182 كم، وقد سميت «يدمة» بهذا الاسم نسبة إلى بئر قديمة تقع غرب المدينة. توجد بالمدينة عدد من مقرات الدوائر الحكومية والخدمية.